# Ramón Cansinos
Ramón Ezequiel Cansinos (Santiago del Estero, 23 ottobre 2002) è un calciatore argentino, attaccante del Central Córdoba (SdE).

## Carriera
Cansinos è cresciuto nel settore giovanile del Central Córdoba (SdE), con cui ha debuttato in prima squadra il 2 luglio 2022 nell'incontro di Primera División perso 2-1 contro l'Argentinos Juniors. Ha firmato il suo primo contratto professionistico nel gennaio del 2023.

## Statistiche

### Presenze e reti nei club
Statistiche aggiornate al 2 aprile 2024.
| Stagione        | Squadra               | Campionato      | Campionato | Campionato | Coppe nazionali | Coppe nazionali | Coppe nazionali | Coppe continentali | Coppe continentali | Coppe continentali | Altre coppe | Altre coppe | Altre coppe | Totale | Totale | Totale |
| Stagione        | Squadra               | Comp            | Pres       | Reti       | Comp            | Pres            | Reti            | Comp               | Pres               | Reti               | Comp        | Pres        | Reti        | Pres   | Reti   |        |
| --------------- | --------------------- | --------------- | ---------- | ---------- | --------------- | --------------- | --------------- | ------------------ | ------------------ | ------------------ | ----------- | ----------- | ----------- | ------ | ------ | ------ |
| 2022            | Central Córdoba (SdE) | PD              | 1          | 0          | CA+CdL          | 0               | 0               |                    | -                  | -                  |             | -           | -           | 1      | 0      |        |
| 2023            | Central Córdoba (SdE) | PD              | 5          | 0          | CA+CdL          | 1+1             | 0               |                    | -                  | -                  |             | -           | -           | 7      | 0      |        |
| 2024            | Central Córdoba (SdE) | PD              | 0          | 0          | CA+CdL          | 0+1             | 0               |                    | -                  | -                  |             | -           | -           | 1      | 0      |        |
| Totale carriera | Totale carriera       | Totale carriera | 6          | 0          |                 | 3               | 0               |                    | -                  | -                  |             | -           | -           | 9      | 0      |        |